# Tetragnatha flavida
Tetragnatha flavida är en spindelart som beskrevs av Arthur Urquhart 1891. Tetragnatha flavida ingår i släktet sträckkäkspindlar, och familjen käkspindlar. Inga underarter finns listade i Catalogue of Life.